# 2 Pallas
2 Pallas je asteroid koji otkriven odmah nakon Ceresa. Otkrio ga je Heinrich Wilhelm Olbers, 28. ožujka 1802. Dobio je ime po Pallas iz grčke mitologije, kćeri Tritona i prijateljice od Atene. 
Pallas je drugi po veličini asteroid glavnog pojasa. Volumen mu je neznatno je veći od Vestinog, no masa mu je za četvrtinu manja od Vestine. Pallas obilazi Sunce sredinom asteroidnog pojasa, no njegova putanja ima nesto veću inklinaciju (39°) i ekscentricitet (0.23) od ostalih asteroida njegovih dimenzija.
Sastav Pallasa je jedinstven među asteroidima, no dosta je sličan asteroidima C-tipa.
Astronomi su u nekoliko navrata imali priliku promatrati okultaciju zvijezda Pallasom, odnosno prolazak Pallasa ispred neke zvijezde. Precizno mjerenje trajanja okultacije pomoglo je odrediti promjer Pallasa.
Tijekom okultacije 29. svibnja 1979., objavljeno je otkriće i malog Pallasovog satelita, promjera oko 1 km, no otkriće nije kasnije potvrđeno. Godine 1980., objavljeno je  da je, uz pomoć interferometra, otkriven Pallasov satelit promjera oko 175, no ta je tvrdnja kasnije povučena.
Palas još uvijek nije posjetila nijedna svemirska letjelica, no postoji mogucnost da se letjelica Dawn, nakon sto obavi primarni dio misije koji uključuje istraživanje asteroida 1 Ceres i 4 Vesta, preusmjeri prema Pallasu.
Kemijski element paladij (atomski broj 46, oznaka Pd) je nazvan po Pallasu.
… |  1 Ceres  | 2 Pallas |  3 Juno | …